# 364
| [ Edytuj tabelę ] |                                                           |
| Władca Guptów     | - 330 Samudragupta 375                                    |
| Władca Korei      | - 331 Kogugwŏn 371                                        |
| Papież            | - 352 Liberiusz 366 - 355 Feliks II 365                   |
| Król Persji       | - 309 Szapur II 379                                       |
| Cesarz Rzymu      | - 363 Jowian 364 - 364 Walentynian I 375 - 364 Walens 378 |
| Król Wandalów     | - 359 Godigisel 406                                       |

Rok 364 / CCCLXIV
stulecia: III wiek ~
IV wiek ~
V wiek

lata: 354 «
359 «
360 «
361 «
362 «
363 «
364
» 365
» 366
» 367
» 368
» 369
» 374

## Wydarzenia
- 26 lutego – trybun wojskowy Walentynian został wybrany nowym cesarzem rzymskim.
- 28 marca – brat Walentyniana Walens został mianowany augustem wschodniej połowy imperium.
- 16 czerwca – całkowite zaćmienie Słońca[1].

## Zmarli
- 17 lutego - Jowian, cesarz rzymski